# Les Grotesques
Les Grotesques est un ouvrage de Théophile Gautier publié en 1844, composé de dix articles visant à faire découvrir ou réhabiliter des poètes de la fin du Moyen Âge aux débuts du règne de Louis XIV.

## Présentation
Gautier consacre une notice aux auteurs suivants :
1. François Villon
2. Scalion de Virbluneau, sieur d'Ofayel
3. Théophile de Viau
4. Le père Pierre de Saint-Louis
5. Saint-Amant
6. Cyrano de Bergerac
7. Colletet, l'un des quarante de l'Académie
8. Chapelain
9. Georges de Scudéry
10. Paul Scarron

## Réception
Théophile Gautier, « épris du style Louis XIII, cherchait à mettre en lumière les écrivains qui ont précédé l'âge classique. Théophile, son homonyme et par certains traits son sosie, lui parut digne d'être sacré précurseur des romantiques ».
Sainte-Beuve, très critique, répondit dans un article de la Revue de Paris du 31 octobre 1844 par une « sentence sévère qui renversait l'idole de Gautier : Ma conclusion serait qu'il n'offre aucune de ces qualités fermes et déclarées, même dans leur incomplet, qui sont l'attribut des maîtres, et qui donnent envie de retrouver après des années un ancêtre dans le vieil auteur oublié ». Le public lettré « s'intéressa au débat » qui aboutit progressivement à faire reconnaître à Théophile de Viau « une place d'honneur parmi les poètes de l'âge baroque ».
L'ouvrage est réédité trois fois, du vivant de l'auteur, en 1853, 1856 et 1859 puis à titre posthume en 1993 et 2012.
Le compositeur Hector Berlioz, ami et confrère de Gautier, a publié un recueil composé d'articles précédemment parus dans le Journal des débats et la Revue et gazette musicale intitulé Les Grotesques de la musique en 1859.

## Postérité
Dans l'anthologie consacrée à Cent poètes lyriques précieux ou burlesques du XVIIe siècle, Paul Olivier regrette, en présentant Théophile de Viau, de « ne pouvoir, d'un bout à l'autre, reproduire en entier la belle étude de Gautier — d'autant qu'il a pour son pauvre homonyme une tendresse toute particulière ».